# Österreichischer Gewerbeverein

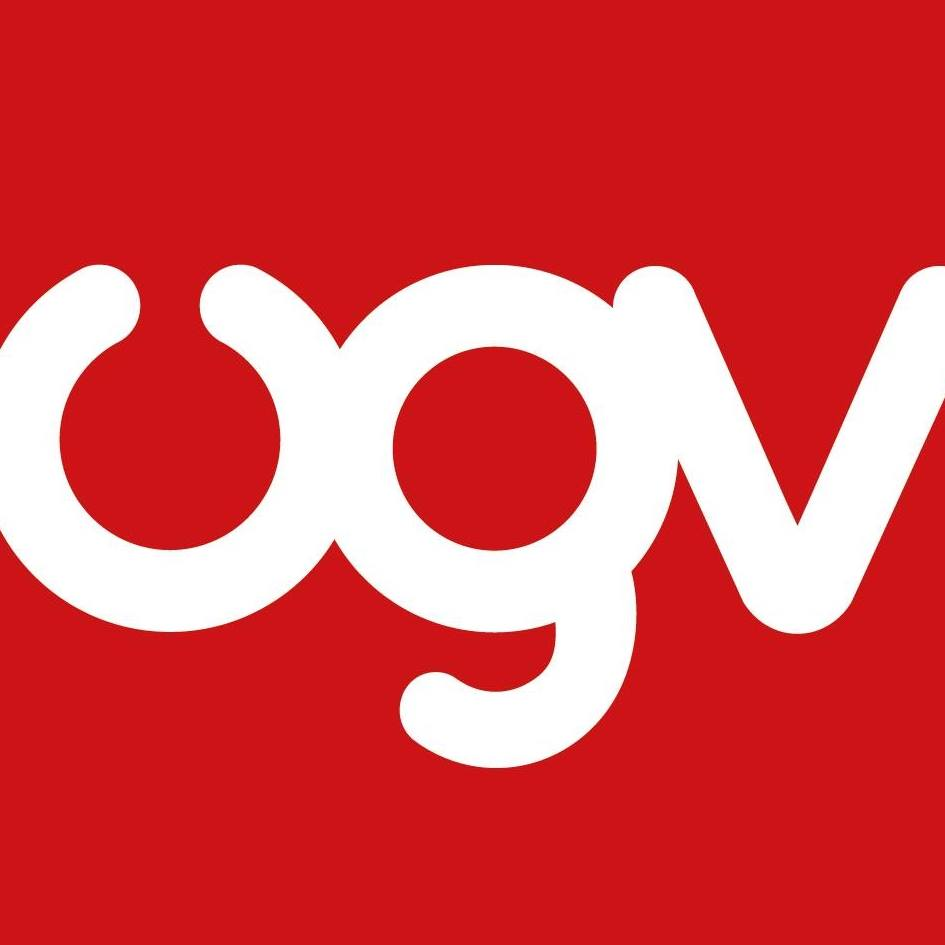
ÖGV Logo

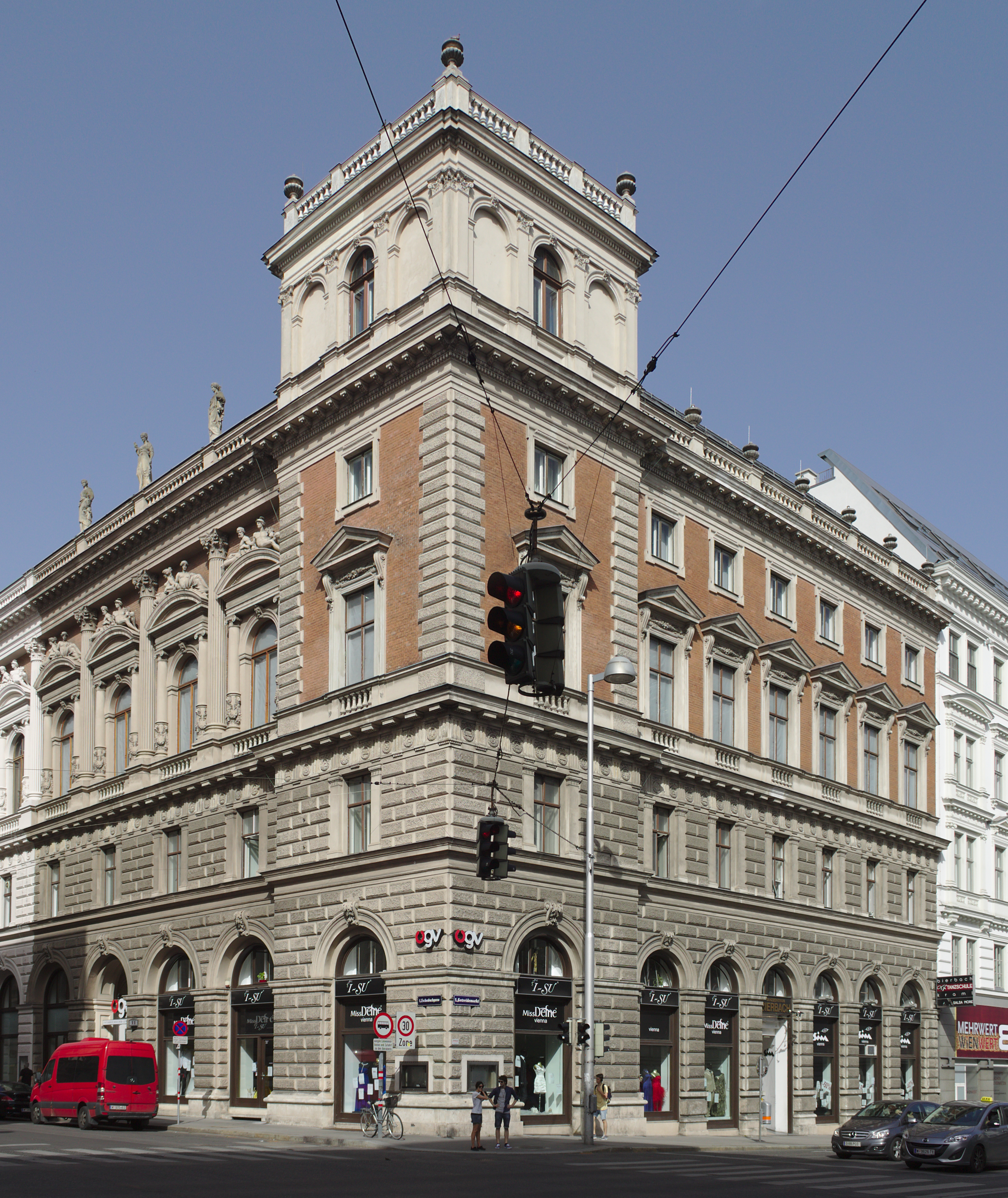
Palais Eschenbach, Sitz des Gewerbevereins

Der Österreichische Gewerbeverein (ÖGV) wurde im Jahr 1839 als Niederösterreichischer Gewerbeverein gegründet und ist ein überparteilicher Verein für Unternehmer mit freiwilliger Mitgliedschaft. Der Österreichische Gewerbeverein hat seit den 1860er Jahren seinen Sitz im Palais Eschenbach (Wien).

## Geschichte
Der ÖGV wurde 1839 mit der Bezeichnung Niederösterreichischer Gewerbeverein gegründet, da unter Metternich Vereinigungen verboten waren, deren Tätigkeit sich auf das gesamte Staatsgebiet erstreckte.

### Der Anfang und Hochblüte

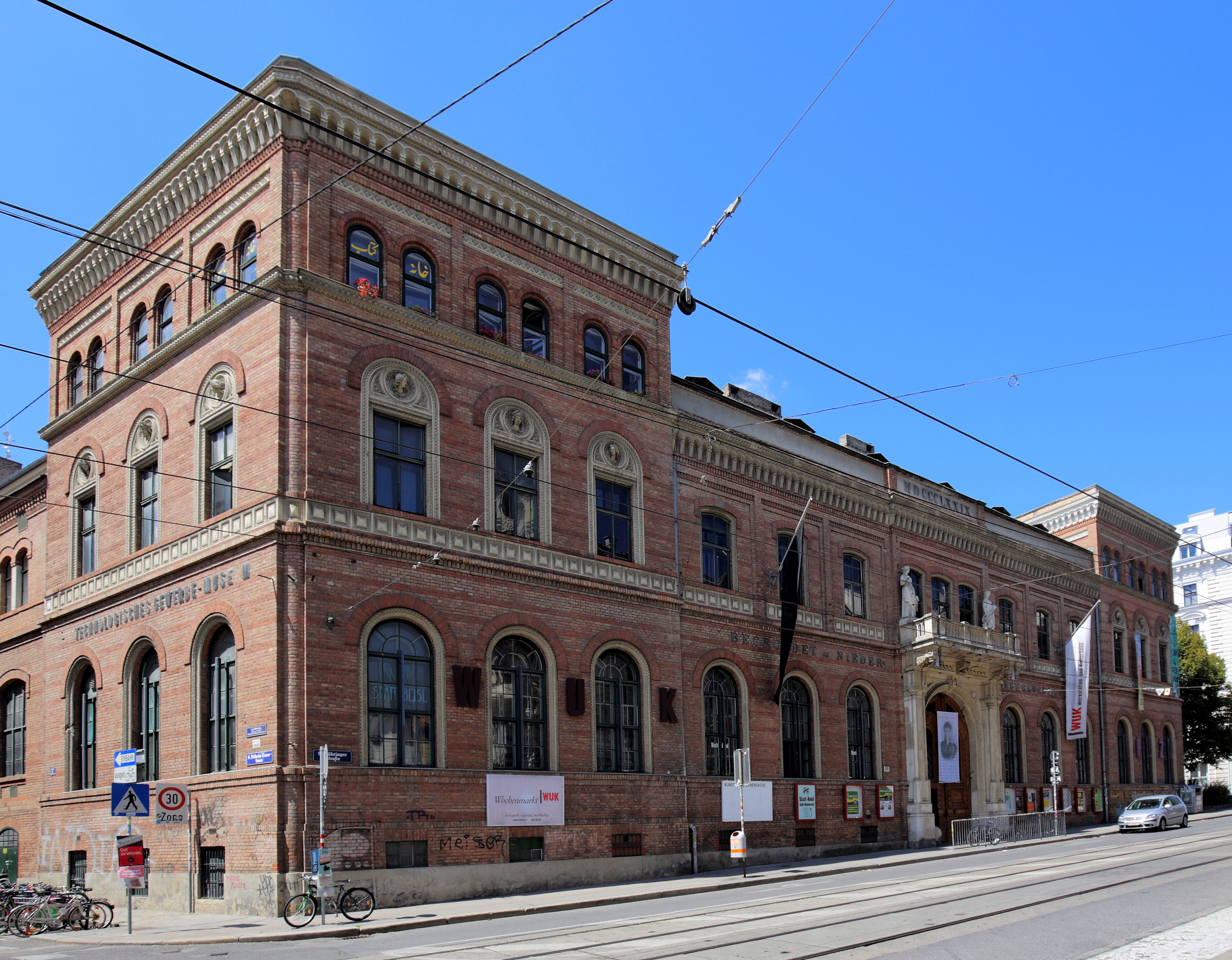
Ehemaliger Sitz des Technologischen Gewerbemuseums in der Währinger Straße

Die Gründung erfolgte nach langjähriger Vorbereitung durch Persönlichkeiten wie Johann Joseph Prechtl und Christian Heinrich Coith. Die Initiative zielte darauf ab, die heimische Industrie durch Vernetzung von Wissenschaft, Technik und Unternehmertum zu fördern. Der Verein entwickelte sich rasch zu einem bedeutenden wirtschafts- und gesellschaftspolitischen Forum.
Mit der Einrichtung eines Technologischen Gewerbemuseums (1879) und der Gründung der Fachzeitschrift (1849) setzte der Verein bildungspolitische Maßstäbe. Wilhelm Exner, eine der prägendsten Persönlichkeiten, trieb ab 1862 die Professionalisierung technischer Bildung voran und initiierte die Exner-Medaille, die ab 1921 herausragende Leistungen in Wissenschaft und Technik würdigt.
Im 19. Jahrhundert war der Verein maßgeblich an der Errichtung der Wiener Handelskammer (deren erster Präsident, Theodor von Hornbostel war Funktionär des ÖGV), der Gründung der Urania, der Etablierung technischer Ausbildungsstätten und der Organisation der Weltausstellung 1873 im Wiener Prater beteiligt.

### 1938–45
Mit dem Anschluss Österreichs an das Deutsche Reich im Jahr 1938 wurde der Österreichische Gewerbeverein aufgelöst und mehrere Mitarbeiter und Funktionäre mit dem Prominentenzug deportiert. Eine offizielle Auflösung blieb zwar aus, jedoch wurde das Vereinshaus in der Eschenbachgasse durch das NS-Regime beschlagnahmt und in das sogenannte „Haus der Mode“ umgewandelt. Teile der Vereinsbibliothek wurden ausgelagert, unter anderem an die Hochschule für Welthandel.
Persönliche Zusammenkünfte einiger Funktionäre fanden zunächst in Ausweichquartieren wie dem Café Museum statt, ehe diese ebenfalls unterbunden wurden. Die ideologische Gleichschaltung und Eingliederung in nationalsozialistische Wirtschaftsstrukturen führten zur systematischen Marginalisierung des Vereins.
In dieser Zeit verlor der Gewerbeverein nicht nur seine institutionelle Eigenständigkeit, sondern auch viele seiner ideellen und personellen Grundlagen. Erst nach Kriegsende konnte mit dem Wiederaufbau begonnen werden.

### Nach dem Zweiten Weltkrieg
Nach dem Zusammenbruch des NS-Regimes und dem Ende des Zweiten Weltkriegs wurde der Österreichische Gewerbeverein auf Grundlage des Vereinsreorganisationsgesetzes am 19. Februar 1946 offiziell wiedererrichtet. 1949 wurde der Vereinsname offiziell in „Österreichischer Gewerbeverein“ geändert. Trotz der Nachkriegsschwierigkeiten entwickelte sich der Verein rasch wieder zu einem aktiven Zentrum wirtschaftlicher Interessensvertretung, technischer Weiterbildung und gesellschaftlicher Vernetzung.

### Gegenwart
Heute ist der Österreichische Gewerbeverein in Branchen- und Fachverbände gegliedert und versteht sich als unabhängige, überparteiliche Plattform zur Förderung von Innovation, Unternehmertum und wissenschaftlich-technischem Fortschritt. Aufbauend auf der erfolgreichen Reorganisation nach 1945 etablierte sich der Verein erneut als zentrale Schnittstelle zwischen Wirtschaft, Wissenschaft und Gesellschaft. Die 1921 ins Leben gerufene Wilhelm-Exner-Medaille, die jährlich an international führende Wissenschaftler und Erfinder verliehen wird, ist ein zentrales Aushängeschild des Vereins und gilt als bedeutende Auszeichnung für anwendungsnahe Forschung.
Seit 2023 betreibt der Verein ein „Mentorship-Programm“, das junge Unternehmerinnen und Unternehmer mit erfahrenen Mitgliedern des Vereins zusammenführt. Zur Stärkung der Sichtbarkeit traditioneller Unternehmenswerte wurde 2024 der „Club der Traditionsbetriebe“ ins Leben gerufen.

## Zweck
Der Österreichische Gewerbeverein ist ein gemeinnütziger Verein mit dem Ziel, die Interessen von Industrie, Gewerbe, Handel und dem Dienstleistungssektor in Österreich zu fördern.
Im Mittelpunkt der Aufgaben des Österreichischen Gewerbevereins steht die Vertretung von Anliegen der Mitglieder in der öffentlichen Meinungsbildung. Dies wird durch Interessenvertretung, Lobbying- und Pressearbeit für die Unternehmer erreicht. Mitglieder des Gewerbevereins kommen aus Industrie, Gewerbe, Handel und den Freien Berufen.

## Struktur
Der Österreichische Gewerbeverein verfügt über eine Vereinsstruktur mit mehreren Organen und Mitgliedschaftsformen.

### Organe
Alle Organfunktionen können ausschließlich von Vereinsmitgliedern ausgeübt werden. Zu den Organen des Österreichischen Gewerbevereines zählen:
- Generalversammlung (höchstes, beschlussfassendes Gremium)
- Verwaltungsrat
- Präsidium (fungiert als Leitungsorgan und vertritt den Verein nach außen)
- Wahlkommission
- Rechnungsprüfer
- Generalsekretär
- Schiedsgericht

Fachliche und wirtschaftspolitische Themen werden in ständigen Senaten behandelt. Ergänzt wird die Struktur durch Zweckverbände mit eigener Rechtspersönlichkeit und eine Jugend- und Studentengruppe. Die Vereinsarbeit wird durch Arbeitskreise, Veranstaltungen, Serviceleistungen und Publikationen unterstützt.

### Mitglieder
Die Mitgliedschaft im Österreichischen Gewerbeverein erfolgt ordentlich, außerordentlich, fördernd oder korrespondierend. Die Mitglieder des Vereins gliedern sich in persönliche, fördernde, außerordentliche (u. a. Firmen-, korrespondierende und Jugendmitglieder) sowie Ehrenmitglieder.
Zu den Fachverbänden gehören unter anderem: Verband Österreichischer Software Industrie (VÖSI), Inkassoverband Österreich (IVÖ) und Vereinigung Österreichischer Kunststoffverarbeiter (VÖK). Auf internationaler Ebene ist der Österreichische Gewerbeverein über die „European Entrepreneurs“ vernetzt und Mitveranstalter des EU-African SME Summit, der europäische und afrikanische Unternehmer zusammenführt und grenzüberschreitende Kooperationen fördert.

## Präsidenten (Auswahl)
- 1839–1848: Ferdinand von Colloredo-Mannsfeld
- 1848–1852: Theodor von Hornbostel
- 1887–1893: Michael (Freiherr von) Matscheko
- 1893–1896: Alois (Freiherr von) Czedik
- 1898–1902: Anton (Edler von) Harpke
- 1902–1907: August Denk
- 1906–1914: Emil Bressler
- 1914–1920: Adolf Schiel
- 1920–1925: Ernst Krause
- 2008–2014: Margarete Kriz-Zwittkovits
- 2014–2020: Andreas Gnesda
- seit 2020: Peter Lieber

## Finanzierung
Der österreichische Gewerbeverein finanziert sich durch die Beiträge der Mitglieder, die Vereinszeitung und die Vermietung des Palais Eschenbach.